# Безнапірний потік
Безнапірний потік, самоплив (англ. gravity flow, free water; нім. Freispiegelfluss m, druckloser Selbstfluss m, Fliessen n durch Eigengefälle) — потік рідини, який відбувається при безнапірному русі — рухається без напору, під дією власної ваги, не заповнюючи всього об'єму труби, тунелю.
При нафтовидобутку — потік рідини, п'єзометрична лінія для якого збігається з вільною поверхнею потоку, тобто розміщена нижче верхньої межі пласта продуктивного. Безнапірний потік може бути закритим або відкритим.

## Характеристики потоку
До основних характеристик потоку відносять:
- площу живого перерізу F, м²;
- змочений периметр або периметр живого перерізу — лінія, якою переріз прилягає до стінок, які його обмежують, χ, м;
- гідравлічний радіус R = F/χ, м.

Протилежне: потік напірний.

## Транспортна здатність безнапірного потоку
- 1. Вагова витрата твердого компонента потоку гідросуміші, яка відповідає максимальному наповненню рідини змуленими твердими частинками (напр., внаслідок розмивання дна русла), причому ступінь насичення потоку стабілізувався. У випадку однозернистих наносів величина Qтр залежить як від параметрів потоку, так і від величини частинок твердої фази. У випадку різнозернистих наносів величина Qтр є не зовсім визначеною при наявності піщаного русла, яке піддається розмиванню, бо потік може «відбирати» з-поміж наявних фракцій піску, що утворює русло, різноманітні комбінації цих фракцій і збагачуватися ними, при цьому можуть одержуватися при підрахунках різні значення Qтр.
- 2. При гідротранспортуванні — максимальна вагова витрата твердого компонента потоку гідросуміші.